# Deinostigma
Deinostigma là một chi thực vật có hoa trong họ Gesneriaceae, bản địa Việt Nam và miền nam Trung Quốc. Từ năm 1992 tới năm 2016, chi này chỉ chứa một loài là Deinostigma poilanei, nhưng từ năm 2016 đã được mở rộng để chuyển một vài loài mà từ năm 2011 được đặt trong chi Primulina và trước đó nữa thì đặt trong chi Chirita. Tổng cộng hiện tại nó chứa 7 loài.

## Lịch sử phân loại
Chi Deinostigma được Wang W.T. và Li Z.Y. thiết lập năm 1992 để chứa chỉ một loài khi đó là Deinostigma poilanei sinh sống ở phía nam dãy Trường Sơn tại Việt Nam. D. poilanei ban đầu được François Pellegrin định danh là Hemiboea poilanei năm 1926, do nó có bầu nhụy hai ngăn và cảm nhận rằng một trong hai ngăn này là vô sinh – một đặc điểm đặc trưng ở các loài Hemiboea. Wang & Li (1992) cho rằng nó không thuộc về chi Hemiboea vì có lá so le (mọc cách), lá bắc tự do, bên trong tràng hoa không lông, chỉ nhị rộng hơn ở phần trên, bao phấn có lông, các ngăn bao phấn phân nhánh với các đỉnh hợp lại, không có đĩa mật và đầu nhụy chẻ đôi. Đồng thời nó cũng không giống như các chi khác có mặt ở châu Á, vì thế việc thiết lập chi mới là cần thiết. Kể từ năm 1992 thì địa vị và tình trạng của D. poilanei là mơ hồ, do chỉ được biết đến từ một vài mẫu vật lưu giữ cũng như có quá ít nghiên cứu về Gesneriaceae tại Việt Nam.
Năm 2011, một loạt các loài của chi Chirita được chuyển sang chi Primulina, và sau đó người ta nhận thấy D. poilanei rất giống như một vài loài Primulina s.l có ở Việt Nam và Trung Quốc, cụ thể là P. cycnostyla, P. cyrtocarpa, P. eberhardtii, P. minutihamata và P. tamiana. Tất cả các loài này đều không được đưa vào phân tích trong nghiên cứu của Weber et al. (2011) mà được chuyển sang chi Primulina trên cơ sở là Wood (1974) đã đưa chúng vào Chirita sect. Gibbosaccus. Tất cả các loài Chirita sect. Gibbosaccus sử dụng trong phân tích của Weber et al. (2011) tạo thành một nhánh có độ hỗ trợ cao với Primulina tabacum, loài điển hình của chi Primulina.
D. poilanei và các loài này đều có lá mọc so le (các loài Primulina khác có lá mọc đối hay mọc vòng), lông móc trên nhiều bộ phận của cây (như cuống hoa) và các hoa có cuống nghiêng một góc nào đó và không chèn đúng tâm của đế hoa. Một số loài có quả rất cong. Số lượng nhiễm sắc thể của Primulina spp. khác D. poilanei là n = 18 (>100 trong tổng số 150 loài đã miêu tả, P. longgangensis tứ bội có 2n = 72), trong khi D. poilanei và phần lớn các loài Primulina giống nó có nhiễm sắc thể n = 16 (trừ P. cyrtocarpa có n =15). Chúng sinh sống trên nhiều loại chất nền, nhưng không sống trên chất nền đá vôi trong khi phần lớn các loài Primulina còn lại sinh sống trên chất nền đá vôi.

## Từ nguyên
Từ tiếng Hy Lạp δεινος (deinos: quá mức, quá độ, to lớn khủng khiếp) và στιγμα (stigma: đầu nhụy hoa), để nói tới hai thùy đầu nhụy hoa khá to lớn và bằng nhau.

## Đặc điểm
Cây thân thảo sống lâu năm, lá sớm rụng trong mùa khô. Lá so le, phiến lá hình trứng tới elip với mép lá có khía tai bèo hay răng cưa. Cuống lá nói chung dài hơn phiến lá. Cụm hoa mọc từ nách các lá trên, trên các cuống cụm hoa dài, chia hai nhánh với sắp xếp hoa kiểu cặp đôi điển hình của Gesneriaceae. Nói chung các cụm hoa chứa ít hoa, trừ Deinostigma eberhardtii. Cuống hoa có lông móc, không thấy có ở Primulina s.s.. Tràng hoa hình phễu màu trắng, lam hay tía. Môi dưới có 3 thùy, môi trên có 2 thùy. Thụ phấn có lẽ nhờ ong.
Bộ nhị gồm 2 nhị sinh sản và 3 nhị lép (nhị lép giữa đôi khi bị tiêu giảm). Chỉ nhị cong gập ở đoạn giữa và có tuyến hay lông ở đoạn xa. Bao phấn có lông hay tuyến ở tất cả các loài. Bầu nhụy nhỏ, dài 2–9 mm (trừ D. cicatricosa và D. minutihamata dài 12–18 mm), xiên hay vuông góc với cuống hoa, hơi cong về phía trên. Quả nang chẻ ngăn, dài 1,5–3 cm, cong hình lưỡi liềm.

## Các loài
Tám loài hiện được công nhận là:
- Deinostigma cicatricosa (W.T.Wang) D.J.Middleton & Mich.Möller, 2016. Phân bố: Quảng Tây.
- Deinostigma cycnostyla (B.L.Burtt) D.J.Middleton & H.J.Atkins, 2016. Cây ri ta thiên nga. Phân bố: Đà Nẵng (Bà Nà).
- Deinostigma cyrtocarpa (D.Fang & L.Zeng) Mich.Möller & H.J.Atkins, 2016: Phân bố: Quảng Tây (Hạ Châu).
- Deinostigma eberhardtii (Pellegr.) D.J.Middleton & H.J.Atkins, 2016. Cây ri ta eberhardt. Phân bố: Thừa Thiên – Huế, Đà Nẵng.
- Deinostigma minutihamata (D.Wood) D.J.Middleton & H.J.Atkins, 2016. Cây ri ta móc nhỏ. Phân bố: Kon Tum.
- Deinostigma poilanei (Pellegr.) W.T.Wang & Z.Y.Li, 1992. Cây ri ta poilane. Phân bố: Từ Thừa Thiên – Huế tới Khánh Hòa.
- Deinostigma tamiana (B.L.Burtt) D.J.Middleton & H.J.Atkins, 2016. Phân bố: Vĩnh Phúc (vườn quốc gia Tam Đảo).
- Deinostigma serratum F.Wen, L.N.Tuan & D.Dien, 2022. Cây Mỹ nhụy răng cưa. Phân bố: loài hoa mới này được phát hiện và mô tả ở Khu bảo tồn Phong Điền, Thừa Thiên-Huế.

## Phát sinh chủng loài
Bốn loài đưa vào phân tích phát sinh chủng loài là D. tamiana, D. poilanei, D. cyrtocarpa và D. cicatricosa tạo thành một nhánh có độ hỗ trợ tự khởi động BS cao (73% +) và xác suất hậu nghiệm PP cao (0,88 +), có quan hệ họ hàng gần nhất với chi đơn loài Metapetrocosmea (BS =100%, PP = 1), trong khi các loài Primulina s. s. có quan hệ họ hàng gần với chi Petrocodon (BS =100%, PP = 1).